# Surikov (cràter)

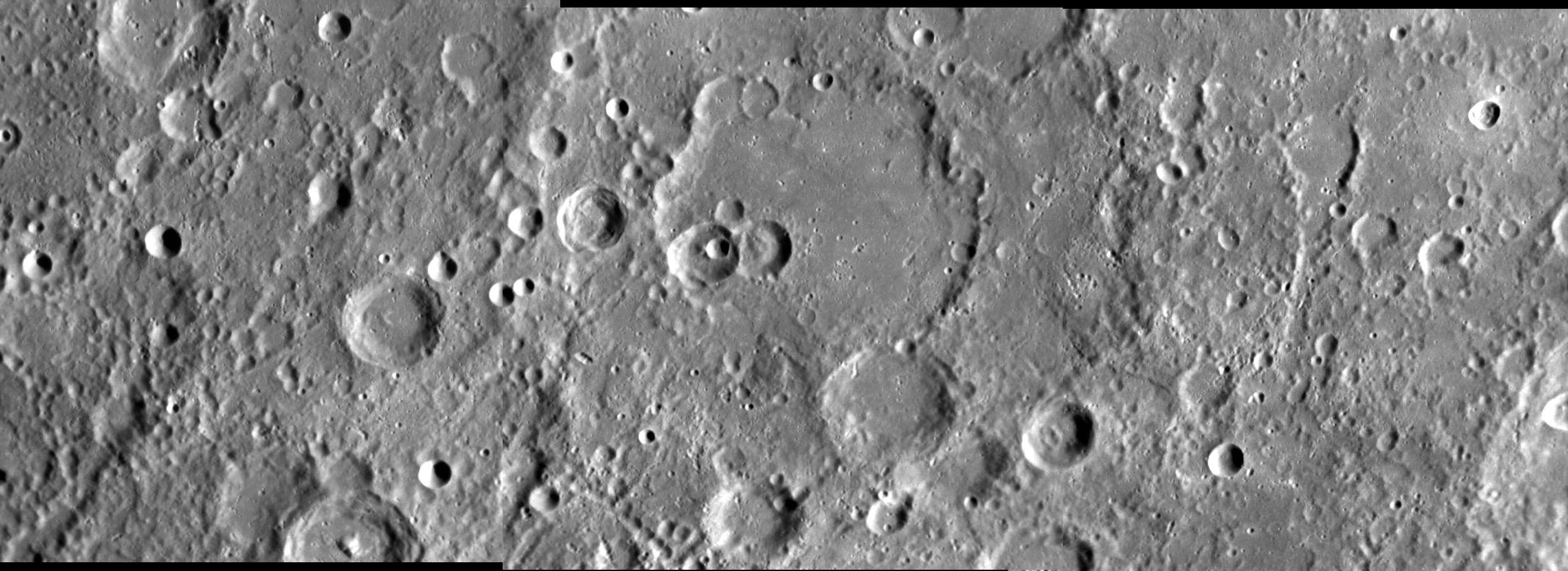
Cràter Surikov al centre de la imatge, realitzada per la sonda Messenger.

Surikov és un cràter d'impacte en el planeta Mercuri de 224 km de diàmetre. Porta el nom del pintor rus Vassili Súrikov (1848-1916), i el seu nom va ser aprovat per la Unió Astronòmica Internacional el 1979.